# بذرالبنج ترکمنی
بذرالبنج ترکمنی (نام علمی: Hyoscyamus turcomanicus) نام یک گونه از سرده بذرالبنج است.